# Иткуль (Курганская область)
Иткуль — деревня в Каргапольском районе Курганской области России. Входит в состав Чашинского сельсовета.

## География
Деревня находится на северо-западе Курганской области, в пределах юго-западной части Западно-Сибирской равнины, в лесостепной зоне, на северо-восточном берегу озера Иткуль, на расстоянии примерно 20 километров (по прямой) к востоку от Каргаполья, административного центра района. Абсолютная высота — 135 метров над уровнем моря.
Климат
Климат характеризуется как резко континентальный, с холодной продолжительной малоснежной зимой и тёплым сухим летом. Среднегодовая температура — 1 °C. Средняя температура воздуха самого холодного месяца (января) составляет −17,4 °C (абсолютный минимум — −46 °С); самого тёплого месяца (июля) — 18,4 °C (абсолютный максимум — 39 °С). Безморозный период длится 120 дней. Годовое количество атмосферных осадков — 382 мм, из которых 287 мм выпадает в период с апреля по октябрь. Продолжительность периода с устойчивым снежным покровом равна 161 дню.
Часовой пояс
Село Локти, как и вся Курганская область, находится в часовой зоне МСК+2. Смещение применяемого времени относительно UTC составляет +5:00.

## Население
| 1989 | 2002 | 2010 |
| ---- | ---- | ---- |
| 152  | ↗153 | ↘109 |

Гендерный состав
По данным Всероссийской переписи населения 2010 года в гендерной структуре населения мужчины составляли 44 %, женщины — соответственно 55 %.
Национальный состав
Согласно результатам Всероссийской переписи населения 2002 года, в национальной структуре населения русские составляли 94 %.